# 宋秋
宋秋（1977年8月—），女，汉族，四川乐山人，中华人民共和国政治人物。现任四川省文化和旅游厅副厅长，民革四川省委副主委。第十四届全国政协委员。